# Antioch College
Pour les articles homonymes, voir Antioch.
Ne doit pas être confondu avec Université Antioch.
Antioch College est une université privée américaine située dans le village de Yellow Springs, dans l'État de l'Ohio. Fondée en 1850 par la Christian Connection (en), l'université fut pionnière dans de nombreux domaines éducatifs (première université américaine ouverte aux femmes et aux Noirs)[réf. nécessaire].
Son premier président fut Horace Mann.